# Carnevale di Tempio Pausania
Il Carnevale di Tempio Pausania (in gallurese Carrasciali Timpiesu) è una manifestazione folkloristica che si svolge durante il carnevale a Tempio Pausania, cittadina nel nord della Sardegna. È il più importante Carnevale allegorico dell'isola, membro (come Viareggio, Cento e Fano) della Federazione Italiana Carnevali. In occasione dell'edizione del 2018, il ministero dei beni e delle attività culturali e del turismo ha posizionato il Carrasciali Timpiesu al sesto posto per bellezza in Italia.
La manifestazione, la quale richiama annualmente decine di migliaia tra figuranti e spettatori, consiste dagli anni '60 in suggestive sfilate allegoriche che attraversano il centro storico, i cui carri rappresentano principalmente temi tra i quali prevale la satira politica e sociale, coronate dalla lunga ed affascinante tradizione che traina il Carnevale allegorico principale di Sardegna. Spiccano i richiami a maschere, tradizioni e balli tipici risalenti al Settecento.Durante la "sei giorni" del Carrasciali Timpiesu, che vede gli albori ogni giovedì grasso dell'anno e finisce il martedì grasso, si sussegue una serie di eventi giornalieri e notturni, tra i quali prevalgono le quattro sfilate principali: la sfilata iniziale il giovedì, due sfilate intermedie la domenica ed il lunedì (quest'ultima dedicata ai bambini) e la sfilata di chiusura del martedì, che si conclude con il processo ed il rogo in piazza di "Sua Maestà Re Giorgio", carro che rappresenta il sovrano del Carnevale di Tempio. L'allestimento in città di numerosi veglioni in maschera e coinvolgenti balli, in concomitanza alle sfilate, rende il Carrasciali Timpiesu unico nel suo genere, il quale attrae ogni anno figuranti e spettatori provenienti da tutta l'isola.

## Storia
Il Carnevale di Tempio ha origine antica. In antichità, dal XVII al XIX secolo, esso rappresentava una grande manifestazione che coronava il periodo in cui i lavoratori della terra possono riposare: i due mesi che vanno dall'Epifania (in gallurese Li Tre Irrè) al sabato della settimana che segue il giovedì grasso (in gallurese Carrascialoni, giorno dell'allestimento della tradizionale pentolaccia), ricchi di balli, canti ed abbuffate. 
La figura principale è rappresentata da Giorgio, simbolico re del Carrasciali Timpiesu, il quale, da tradizione, richiama lo spirito della terra che fruttifica, la divinità alla quale in antichità venivano offerti sacrifici nel corso di riti finalizzati ad ingraziarne i favori, al fine principale favorire i raccolti dell'anno corrente. Sopravvive il nome del re divinizzato, in gallurese Gjolgju. Nel susseguirsi dei primi corsi mascherati, Re Giorgio era rappresentato dal fantoccio di Gjolgju Puntogliu, un fantoccio imbottito di paglia e petardi infilzato in un palo, che apriva la versione arcaica delle sfilate moderne. La sorte del sovrano del Carrasciali Timpiesu, in età contemporanea, è analoga a quella tradizionale: Giorgio, oggi rappresentato da un imponente pupazzo di cartapesta, è condannato senza appello al rogo sulla pubblica piazza il martedì grasso di ogni anno dopo un sommario processo suggestivo, il quale segna la chiusura delle festività: il rogo rappresenta un capro espiatorio che rappresentava certamente il potere nei confronti del sovrano del carnevale, colpevole di tutti i mali e le sciagure che si susseguono nella cittadina, ma tale da giustificare lo sfogo liberatorio del furor di popolo ed il fuoco purificatore del rito. Nel corso della "sei giorni" del Carrasciali Timpiesu, precisamente a partire dalla sfilata intermedia di domenica, Re Giorgio incontra e sposa la popolana Mannena, anch'essa rappresentata da un carro di cartapesta, la quale lo accompagnerà fino alla definitiva condanna a morte.
Oggi il Carrasciali Timpiesu incarna la tradizione nella suggestiva "sei giorni", arricchita da sfilate, eventi di vario genere, danzanti e veglioni in maschera (i cui principali sono allestiti nei celebri Teatro Giordo e Parco Tenda, un tendone allestito e curato per l'occasione dalla capacità di oltre 8000 persone).I carri allegorici che contraddistinguono il Carnevale di Tempio Pausania sono realizzati dai vari gruppi dei Mastri Carrascialai negli appositi laboratori del Carnevale, gli Hangar, messi a disposizione dall'amministrazione comunale della cittadina. Buona parte di questi prendono parte all'annuale concorso a premi: i carri sono dapprima messi al vaglio in un'accurata selezione attraverso i bozzetti e la spiegazione dell'allegoria che il gruppo candidato vuole rappresentare, ed in seguito giudicati nel corso delle sfilate e premiati per allegoria, carro e gruppo al seguito dello stesso, oltre alla presenza di altri premi speciali dedicati ai gruppi estemporanei (tutti i gruppi che sfilano senza il seguito di un carro allegorico) e non, tutti intitolati a personaggi storici del Carrasciali Timpiesu. 

### Le sfilate
Le sfilate di carri allegorici sono gli eventi cardine del Carnevale Tempiese. Punto centrale del Carrasciali Timpiesu dal 1956, esse consistono in un corso di carri e gruppi allegorici, tra i quali un discreto numero prende parte all'annuale concorso a premi. I gruppi e carri che avanzano lungo le vie del centro storico, alla vista di migliaia di spettatori, non provengono esclusivamente dalla cittadina di Tempio Pausania: il Carrasciali Timpiesu rappresenta, maggiormente ogni anno, il punto d'incontro di tantissime realtà galluresi e non, tra le quali Aggius, Trinità d'Agultu e Vignola, Badesi, Aglientu, Bortigiadas, Berchidda e le adiacenti cittadine di Calangianus e Luras, a sottolineare la rilevanza dell'evento. Alle sfilate partecipano anche altri gruppi ospiti, tra cui diverse maschere tradizionali, majorettes e sbandieratori.
Sono tre le sfilate che vanno a caratterizzare il Carrasciali Timpiesu:
- La sfilata di apertura del giovedì grasso, che rappresenta l'ingresso trionfale in città di Re Giorgio.
- La sfilata intermedia della domenica successiva, nella quale Re Giorgio incontra una giovane e fortunata popolana, Mannena, con la quale convolerà a nozze e sfilerà fino all'ultimo corso mascherato per quello che si afferma come un matrimonio riparatore: il sovrano lascerà, infatti, un erede, destinato ad essere Re Giorgio nel successivo carnevale.
- La sfilata di chiusura del martedì grasso, che si conclude con il processo ed il rogo del sovrano.

Alle tre sfilate principali si aggiunge una quarta, dedicata ai bambini, che si tiene il lunedì antecedente il martedì grasso.

### Le maschere tradizionali

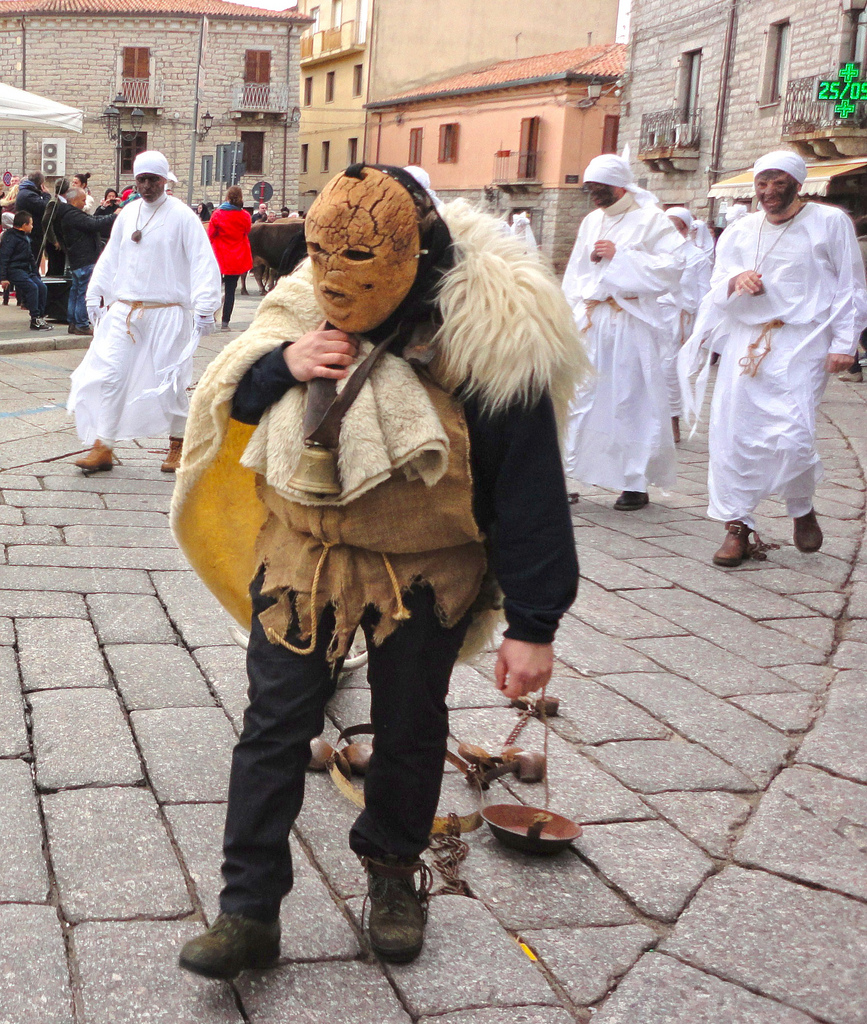
In primo piano Lu Traicogghju, in secondo piano La Reula.

Figurano nei corsi mascherati le antiche maschere galluresi: lu Traicogghju, spirito penitente che trascina una pesante pelle (cogghju) di toro (trau), una sintesi tra una figura animalesca e demoniaca (infatti, si pensava in antichità che gli spiriti si calassero fra gli uomini con sembianze animali) che vuole rappresentare un limite con un uomo selvatico, munito di strumenti capaci di produrre suoni inquietanti indossati assieme ad una pesante pelliccia, una maschera in sughero e dei campanacci o altri oggetti legati e trascinati per terra assieme ad una pelle di toro; La Fuglietta, che rappresenta un'anima sotto forma di figura animale, che ha come unico obiettivo quello di tormentare le vite degli umani; La Reula, una schiera di anime penitenti pari o superiore a 5 che, secondo le credenze popolari, girava per i paesi della Gallura da mezzanotte fino al crepuscolo, anticipatrice e portatrice di eventi funesti o sventure; La Filugnana, che rappresenta la figura della filatrice che, secondo la tradizione, aveva la caratteristica di scandire e porre fine allo scorrere del tempo dell’uomo; Li Linzoli Cupaltati, una caratteristica maschera utilizzata principalmente dalle donne (essa vuole ricreare il divertimento dell'equivoco e del mistero, dopo il passaggio delle anime malvagie), la cui evoluzione ha portato la nascita della più famosa maschera carnevalesca tempiese e gallurese: il domino, caratterizzato da un lenzuolo che copre interamente chi la indossa.
Il gruppo che prende parte alle sfilate del Carrasciali Timpiesu rappresentando tali figure tradizionali è La Mascara Gadduresa di Calangianus.

## I gruppi

### Albo d'oro carri Prima Categoria
Qui di seguito l'albo d'oro dei Carri a concorso delle ultime edizioni di Lu Carrasciali Timpiesu:
| Edizione | Primo Classificato | Secondo Classificato                                | Terzo Classificato                                                              |
| -------- | --- | --------------------------------------------------- | ------------------------------------------------------------------------------- |
| 2002     | | Gruppo Folk di Tempio - Maghi e Fattucchiere        |                                                                                 |
| 2003     | Nino Scolafurru di Tempio - |                                                     |                                                                                 |
| 2004     | Gruppo Folk di Tempio - Bacco, Tabacco e Venere |                                                     |                                                                                 |
| 2005     | Gruppo Folk di Tempio - I Cannibali | I Vampiri di Tempio - I Vampiri                     | La Tribù di Tempio - Ghost Busters                                              |
| 2006     | I Vampiri di Tempio - Gli Scozzesi e il Mostro di Lochness | Gruppo Folk di Tempio - Tempio con L' Aviaria       | Vecchia Guardia di Tempio - Mettete i vostri Fiori nei Cannoni                  |
| 2007     | Gruppo Folk di Tempio - La Banda Del Buco | I Vampiri di Tempio - Messico e Tasse               | La Tribù di Tempio - Rossi Fumi                                                 |
| 2008     | Gruppo Folk di Tempio - Gli Elfi | I Vampiri di Tempio - Maghi e Streghe               | New Group di Tempio - Willy Wonka e La Fabbrica di Cioccolato                   |
| 2009     | I Vampiri di Tempio - Gli Spagnoli | New Group di Tempio - Super Mario Bros              | Gruppo Folk di Tempio - Il G8                                                   |
| 2010     | I Vampiri di Tempio - Il Fantabosco | La Gang di Nuchis di Nuchis - Winnie the Phoo       | Gli Amici di Daniele di Tempio - Il Mago di Oz                                  |
| 2011     | I Vampiri di Tempio - Il Circo d'Italia | La Tribù di Tempio - Tu Vuo Fa L' Americano         | La Burrula Aggjesa di Aggius - La Bella e La Bestia                             |
| 2012     | I Vampiri di Tempio - Titanic | Gruppo Folk di Tempio - Re Silvinho Do Brasil       | Vecchia Guardia di Tempio - Le Crociate                                         |
| 2013     | I Vampiri di Tempio - I Russi | The Crazy Carnival di Tempio - Vagabundos           | La Burrula Aggjesa di Aggius - Sardinia Desertao Bandidos                       |
| 2014     | Vecchia Guardia di Tempio - La Fabbrica del Carnevale | Gruppo Folk di Tempio - L' Ultimo Imperatore        | New Group di Tempio - London Dream                                              |
| 2015     | Tutti i carri a concorso | ------                                              | ------                                                                          |
| 2016     | La Burrula Aggjesa di Aggius - La Burrula Rock | Gruppo Folk di Tempio - I gufi di Renzi             | New Group di Tempio - La danza della Pioggia                                    |
| 2017     | New Group di Tempio - Matti d'...allegare | Gruppo Folk di Tempio - L' Ultimo Tango             | Vecchia Guardia di Tempio - I Gladiatori                                        |
| 2018     | La Cionfra di Tempio - Ius Soli Apaches | Quelli del Karnevale di Temipo - Scacco Matto al Re | New Group di Tempio - Up..pesi Ad Un Filo                                       |
| 2019     | Quelli del Karnevale di Tempio - La storia degli anni 90' | Gruppo Folk di Tempio - Missione Monnalisa          | Compagnia San Giuseppe di Tempio - Gli Egiziani (La Maledizione di Tutankhamon) |
| 2020     | Tutti i carri a concorso | ------                                              | ------                                                                          |
| 2021     | Annullato causa Covid-19 | ------                                              | ------                                                                          |
| 2022     | Compagnia San Giuseppe di Tempio - Mama Africa, ci vuole una MACUMBA | Gruppo Folk di Tempio - La Rinascita                | I Vampiri di Tempio - Tempi moderni 4.0                                         |
| 2023     | Miglior carro: Quelli del Karnevale di Tempio - Il giudizio universale Miglior allegoria: Quelli del Karnevale di Tempio - Il giudizio universale Miglior ensemble: Quelli del Karnevale di Tempio - Il giudizio universale Miglior coreografia: Carnival Passion di Bortigiadas - La guerra del coniglio Miglior costume: New Group di Tempio - Love Sex American Express | ------                                              | ------                                                                          |
| 2024     | Miglior carro: Quelli del Karnevale di Tempio - Hollywood, se il carnevale fosse un film Miglior allegoria: Quelli del Karnevale di Tempio - Hollywood, se il carnevale fosse un film Miglior ensemble: La Cionfra di Tempio : 50 anni in viaggio Miglior coreografia: Gruppo Folk di Tempio - La ricca Polca Miglior costume: Gruppo Folk di Tempio - La ricca Polca |                                                     |                                                                                 |
| 2025     | Miglior carro: Quelli del Karnevale di Tempio - 2 di picche, chi perde al gioco vince in amore Miglior Allegoria: Gruppo Folk di Tempio - D&G Alta sartoria, no la piddha tappaia, piddala sartina Miglior coreografia: R-Evolution di Tempio - Caccia alle streghe del III millennio Miglior costume: Quelli del Karnevale di Tempio - 2 di picche, chi perde al gioco vince in amore Miglior ensemble: Quelli del Karnevale di Tempio - 2 di picche, chi perde al gioco vince in amore |                                                     |                                                                                 |

### Albo d'oro Gruppi Estemporanei
Qui di seguito l'albo d'oro delle recenti edizioni dei gruppi estemporanei di Lu Carrasciali Tempiesu:
| Edizione | Primo classificato                                        |
| -------- | --------------------------------------------------------- |
| 2012     | Compagnia San Giuseppe di Tempio - I Barboni              |
| 2014     | Compagnia San Giuseppe di Tempio - I Romani               |
| 2015     | Compagnia San Giuseppe di Tempio - I Bavaresi             |
| 2016     | Compagnia San Giuseppe di Tempio - I Vichinghi            |
| 2017     | Compagnia San Giuseppe di Tempio - Gli Indù               |
| 2018     | Compagnia San Giuseppe di Tempio - Gli Scozzesi           |
| 2019     | Il Viaggio di Tempio - Mater Catar...Arru                 |
| 2020     | I Pagliacci di Tempio - Robin Hood                        |
| 2021     | Annullato causa Covid-19                                  |
| 2022     | I Pagliacci di Tempio                                     |
| 2023     | I Super Genitori Bros di Calangianus                      |
| 2024     | Gli Aviatori di Tempio - Gli Sbandieratori del Borgo      |
| 2025     | Gli Amici di Acapulco - Simone Sanna: ieri, oggi e domani |

## I Gruppi a Concorso di Prima Categoria
- I Vampiri , dal 2005 ad oggi. Vincitori di 6 coppe del primo posto (vedi albo d' oro), sono nella storia di Lu Carrasciali, il gruppo con più coppe in bacheca, collezionando anche secondi e terzi posti. Capogruppo Massimiliano Pirrigheddu
- La Cionfra , dal 1974 ad oggi. Il gruppo più longevo del Carnevale Tempiese, vincitore nel 2018 con il carro Ius Soli Apaches capitanati dal direttore artistico Tomaso Pirrigheddu. Capogruppo Walter Uras
- La Burrula Aggjesa , dal 2000 al 2020. Nato come gruppo ospite di Aggius, ormai diventato di casa al Carnevale Tempiese, vincitori nel 2016 con La Burrula Rock, capitanati dal direttore artistico Gian Giorgio Mele di Erula. Capogruppo Paolo Peru
- Quelli del Karnevale', dal 2007 ad oggi. Gruppo in crescita artistico ed organizzativo esponenziale nelle ultime edizioni, vincitori nel 2019 con La Storia Degli Anni 90. Mentre nel 2018 salgono sul gradino del secondo posto con Scacco Matto al Re. Nel 2013 ricevono la targa come migliore carro a concorso con il tema La Sposa Cadavere seguiti dal direttore artistico Marco Pinna, stessa targa nel 2020 con il carro Street Art capitanati dall' artista Tempiese Antonio Asara. Capogruppo Salvatore Siazzu
- New Group, dal 2006 ad oggi. Gruppo numerosissimo fin dalle prime edizioni alla partecipazione al concorso, presentandosi con il tema Le Api con oltre 400 figuranti. Tema rivisitato nel 2020 presentando Le Api 2.0 insieme al direttore Gian Giorgio Mele di Erula. Vincono nel 2017 con il carro Matti d'...allegare seguiti dall' artista Antonio Asara. Capogruppo Carlo Mandarino
- Vecchia Guardia, del 1955 ad oggi. Deve il proprio nome alla presenza nel gruppo di carrascialai di vecchia data, protagonisti sin dalle prime edizioni del carnevale. Il gruppo nasce dalla collaborazione e la fusione di diversi elementi dei gruppi La Ciurma (sciolto in quell'anno) e Gli Amici di Filippo (tuttora attivo con un nuovo nome). Vincono la coppa del primo posto nel 2014 con La Fabbrica Del Carnevale. Capogruppo Massimo Pirrigheddu
- The Crazy Carnival, dal 2011 ad oggi. Fa il suo debutto a concorso con il tema Crash Bandicoot, la corsa alla poltrona. Nel 2012 il gruppo ha presentato il tema Gnomeo e Giulietta. La realizzazione del carro allegorico partì con grande ritardo, ma lavorando tenacemente, si arrivò a ultimarlo e a ottenere un grande successo con circa 150 figuranti e la targa al miglior carro. Nell'edizione 2013 la formazione presenta il tema Vagabundos. Un carro di ottima fattura e un gruppo a terra completo in tutti i suoi aspetti, riuscendo a classificarsi al secondo posto nella classifica generale. Capogruppo Rossano Pirrigheddu
- Gruppo Folk, dal 1980 ad oggi. Il Gruppo Folk ha partecipato al Carnevale tempiese, con “L’arca di Noè”, “Puerto Rico”, “Il matrimonio tra Gorbaciov e Reagan” o “La fiera delle vanità” e tanti altri, andando a vincere diverse edizioni, tra cui alcune delle più recenti con i carri: “ Bacco,Tabacco e Venere”, “I Cannibali”, “Gli elfi, “La banda del buco” e ricevendo premi con “Il G8”, “Maghi e fattucchiere”, “L’aviaria”, “Pinocchio” e altri. Il gruppo base è composto principalmente da ragazzi che ruotano o hanno ruotato attorno all’ ” Accademia delle Tradizioni Popolari Città di Tempio”, grazie alla quale si sono instaurate amicizie vere e durevoli. Capogruppo Angelo Marielli
- La Tribù (ex I Cinque Galletti 1997-2001, ex Discotek People 2002-2007, ex La Tribù 2008-2018, ex La Tribù dei Pagliacci 2019) dal 1997 al 2020. Nasce alla fine degli anni 90 con il nome Discotek People, creato da giovani ragazzi appena maggiorenni. Raccogliendo vari piazzamenti in classifica, salgono anche sul podio in diverse edizioni. Vantano un record storico per numero di figuranti arrivando ad oltre 700 persone sfilanti nel corso dei corsi mascherati. Capogruppo Fabio Fiori
- Compagnia San Giuseppe, dal 2007 al 2022. L'ultimo gruppo arrivato nel 2019 al concorso dei carri del Carnevale Tempiese, ma già famoso e conosciuto da tutti per le loro partecipazioni negli anni precedenti, con il gruppo estemporaneo pluripremiato detentore di ben 6 vittorie nella medesima categoria. Con i loro colori e le loro super scenografie si classificano al loro esordio nella massima categoria al terzo posto con Gli Egiziani, La Maledizione di Tutankamen dando sin da subito filo da torcere ai gruppi veterani e non. Capogruppo Giovanni Alias
- Carnival Passion, di Bortigiadas, dal 2014 ad oggi. La storia del gruppo è recentissima, si presentano il primo anno con il carro a concorso I Galli. È il secondo carro ospite a partecipare al concorso del Carnevale di Tempio dopo La Burrula Aggjesa. Nel 2020 presentano il tema Siamo Fritti guidati dal direttore artistico Michele Lunesu di Perfugas, rimarrà d'impatto il carro costruito con una gigantesca faccia dello Chef Antonio Cannavacciuolo. Capogruppo Gian Paolo Spano

### Carri Ospiti
I carri ospiti che hanno partecipato alle edizioni del carnevale di Tempio sono: 
- King Kong Group di Calangianus, nel 2020 con il carro King Kong è Uscito
- B-Team 07 di Badesi, nel 2020 con il carro Pik Nik all' Inferno
- Comitato Carrasciali Trinitaiesu di Trinità d'Agultu nel 2020
- Gruppo spontaneo di Vignola nel 2020

## Curiosità
- Il Carnevale di Tempio Pausania è gemellato con il Carnevale di Sartene.
- Durante l'edizione 2020, per la prima volta, il carnevale di Tempio ha visto nascere una nuova collaborazione con il carnevale della vicina Calangianus. Un carro ospite della cittadina ha sfilato durante la kermesse tempiese e diversi gruppi, tra cui il carro del gruppo Quelli del Karnevale (primo carro tempiese a sfilare, nelle zone limitrofe, al di fuori del carnevale di Tempio), hanno partecipato al gran finale del carnevale calangianese della "Pentolaccia", in programma il sabato successivo al martedì grasso.[11]